# Sanctus (protista)
Sanctus es un género de foraminífero bentónico de la familia Amphisteginidae, de la superfamilia Asterigerinoidea, del suborden Rotaliina y del orden Rotaliida. Su especie tipo es Sanctus sinaicus. Su rango cronoestratigráfico abarcaba el Priaboniense (Eoceno superior).

## Clasificación
Sanctus incluye a la siguiente especie:
- Sanctus sinaicus †